# Ralf Allgöwer
Ralf Allgöwer (* 4. April 1964 in Geislingen an der Steige) ist ein ehemaliger deutscher Fußballspieler.

## Werdegang
Allgöwer begann seine Karriere beim SC Geislingen. Anschließend ging er zum VfB Stuttgart, wo er ab 1984 seine ersten Schritte im Erwachsenenfußball bei der Amateurmannschaft bestritt. Dort debütierte er am 8. März 1987 beim 2:1-Heimerfolg gegen den SV Waldhof Mannheim in der Bundesliga. Dabei erzielte er mit dem 1:1-Ausgleich seinen einzigen Bundesligatreffer. Am Ende der Spielzeit wechselte er zum Ortsrivalen Stuttgarter Kickers in die 2. Bundesliga. Mit dem Verein wurde er Zweitligameister und kehrte ins Oberhaus zurück. In seiner zweiten Erstligasaison kam er auf elf Einsätze als Einwechselspieler. Daher ging er nach dem Abstieg zu seinem Heimatverein SC Geislingen in die Oberliga Baden-Württemberg. Dort spielte er zwei Jahre, ehe er zum Ligakonkurrenten SSV Ulm 1846 weiterzog. Mehrmals wurde der Aufstieg in die 2. Bundesliga erst in den Aufstiegsspielen verpasst. 1994 kehrte er zum VfB Stuttgart zurück und spielte für die Oberligamannschaft. 1996 beendete er seine aktive Laufbahn.
Ralf Allgöwer ist der jüngere Bruder des mehrfachen deutschen Nationalspielers Karl Allgöwer.